# The Valentinos
The Valentinos (também chamados de The Womack Brothers) foi um grupo musical de R&B e soul dos Estados Unidos, que esteve na ativa de 1952 a 1974. O grupo ficou conhecido por ter lançado a carreira dos irmãos Bobby Womack e Cecil Womack. Bobby Womack encontrou fama maior como artista solo e Cecil Womack encontrou sucesso como membro da dupla Womack & Womack, formada com sua esposa, Linda Cooke.
No começo, a banda foi intitulada Curtis Womack and the Womack Brothers. Por volta de 1962, o grupo mudou o nome para The Valentinos e alcançou sucesso pelos Estados Unidos, emplacando singles na Billboard e abrindo shows de cantores como James Brown. Durante os seus 22 anos de existência, o The Valentinos ficou conhecido por vários sucessos do R&B, como "Lookin' For A Love", que atingiu sucesso ao ser regravado pela The J. Geils Band, e "It's All Over Now", que tornou-se notória com os Rolling Stones.

## Covers
Várias músicas do The Valentinos foram regravadas por outras bandas, a saber:
- "It's All Over Now" - The Rolling Stones, The Sharks, Rod Stewart, Ry Cooder, Molly Hatchet, Johnny Winter
- "Lookin' For A Love" - The J. Geils Band, Bobby Womack (carreira solo), Ryan Shaw
- "I Found a True Love" - Wilson Pickett
- "Everybody Wants to Fall in Love" - Solomon Burke
- "I Can Understand It" - The New Birth

## Discografia
incompleta
- "Lookin' For a Love"
- "It's All Over Now"
- "Everybody Wants to Fall in Love"
- "Baby, Lot's Of Luck"
- "I Can Understand It"
- "What About Me"
- "Do It Right"
- "I've Found a True Love"
- "Sweeter Than The Day Before"
- "Two Lovers History"
- "Tired Of Being Nobody"
- "I'm Going To Forget About You"
- "Let's Get Together"
- Lookin' For A Love: The Complete SAR Recordings (2015).[2]

## Desempenho nas paradas musicais
| Ano  | Canção               | Desempenho nas paradas musicais | Desempenho nas paradas musicais |
| Ano  | Canção               | Billboard Hot 100               | Hot R&B/Hip-Hop Songs           |
| ---- | -------------------- | ------------------------------- | ------------------------------- |
| 1962 | Lookin' For A Love   | 72                              | 8                               |
| 1963 | I'll Make It Alright | 97                              | —                               |
| 1964 | It's All Over Now    | 94                              | 21                              |